# Гліклазид
Гліклазид (лат. Gliclazidum, англ. Gliclazide) — таблетований цукрознижувальний лікарський засіб класу сульфонамідів для прийому всередину. Гліклазид початково розроблений та запатентований компанією «Science Union» у 1966 році, та застосовується з 1972 року. Пізніше компанія «Science Union» передала патентні права на гліклазид компанії «Servier», яка після отримання прав на препарат розпочала проводити подальший маркетинг препарату.

## Фармакологічні властивості
Гліклазид — синтетичний препарат, що відноситься до класу сульфонамідів ІІ покоління. Хімічна структура гліклазиду відрізняється від інших представників класу сульфонамідів наявністю азобіциклооктанової групи. Механізм дії препарату полягає у вибірковому зв'язуванні гліклазиду з регуляторною субодиницею КАТФ-каналів бета-клітин підшлункової залози, що призводить до підвищення секреції інсуліну бета-клітинами підшлункової залози, покращення інсулінозалежного обміну глюкози у периферичних тканинах, а також пригнічення глюконеогенезу в печінці. Специфічне зв'язування гліклазиду з регуляторною субодиницею КАТФ-каналів бета-клітин призводить до зменшення ризику гіпоглікемії при тривалому застосуванні препарату, а також відновлення фізіологічної кривої виділення інсуліну в кров. Окрім того, гліклазид за рахунок наявності азобіциклооктанової групи гліклазид має пряму антиоксидантну дію, і при його застосуванні пригнічується окислення ліпопротеїнів низької щільності, зниження продукції вільних радикалів. Гліклазид гальмує адгезію та агрегацію тромбоцитів, зменшує відкладення фібрину та пристінковий фібриноліз на стінках кровоносних судин, а також нормалізує баланс простагландинів, покращує проникність судинної стінки та сповільнює розвиток атеросклерозу. Гліклазид запобігає розвитку діабетичної ангіопатії та діабетичної ретинопатії, а при діабетичній нефропатії знижує вираженість протеїнурії. Окрім того, є дані спостережень. згідно яких на фоні застосування гліклазиду знижується захворюваність раком у порівнянні із застосуванням інших сульфонамідів, зокрема глібенкламіду.

### Фармакокінетика
Гліклазид швидко та добре всмоктується після перорального застосування, біодоступність препарату складає 97 %. Максимальна концентрація гліклазиду в крові досягається протягом 2—6 годин, при застосуванні лікарської форми із сповільненим виділенням максимальна концентрація в крові досягається протягом 6—7 годин. Гліклазид добре (більш ніж на 94 %) зв'язується з білками плазми крові. Метаболізується препарат у печінці з утворенням 8 метаболітів, які не мають цукрознижуючих властивостей, проте один із яких має позитивний вплив на мікроциркуляцію. Виводиться гліклазид із організму з сечею у вигляді метаболітів. Період напіввиведення препарату складає 8—12 годин, при застосуванні форми із сповільненим виділенням цей час складає 16 годин. При виражених порушеннях функції печінки або нирок час напіввиведення гліклазиду може подовжуватися.

## Показання
Гліклазид застосовують при цукровому діабеті ІІ типу при неефективності дієтотерапії та зниженні маси тіла, а також для профілактики ускладнень цукрового діабету ІІ типу.

## Побічна дія
При застосуванні гліклазиду найчастішим побічним ефектом є гіпоглікемія, яка спостерігається значно рідше, ніж при застосуванні інших препаратів класу сульфонамідів. При застосуванні гліклазиду також рідше, ніж при застосуванні інших сульфонамідних похідних, можуть спостерігатися наступні побічні ефекти:
- Алергічні реакції — свербіж шкіри, еритема шкіри, кропив'янка.
- З боку травної системи — нудота, блювання, біль у животі, погіршення апетиту, діарея або запор.
- Зміни в лабораторних аналізах — зворотні тромбоцитопенія, агранулоцитоз, лейкопенія, анемія.

## Протипокази
Гліклазид протипоказаний при підвищеній чутливості до препарату та похідних сульфанілсечовини, цукровому діабеті І типу, кетоацидозі, діабетичній комі та прекомі, виражених порушеннях функції печінки та нирок, одночасне застосування похідних імідазолу (зокрема міконазолу), при годуванні грудьми. Препарат не рекомендований до застосування при вагітності, а також у дитячому та підлітковому віці.

## Форми випуску
Гліклазид випускається у вигляді таблеток по 0,02; 0,03; 0,04; 0,06; 0,08 та 0,09 г. Препарат випускається також у комбінації з метформіном.